# التقويم (علم الاجتماع)
التقويم لغة تقدير القيمة واصطلاحا مبحث من مباحث علم الاجتماع والغرض منه فهم الطرق والعمليات والفروق العرفية المؤثرة في تعيين القيمة الأشياء. والقيمة الثمن الذي يقاوم المتاع أي يقوم مقامه وشرعا هي ما تدخل تحت تقويم المقوم. والتقدير تعيين المقدار.